# American Hockey Association (1992–1993)
Die American Hockey Association (kurz: AHA) war eine US-amerikanische Eishockey-Minor League, die 1992 gegründet wurde, aus finanziellen Gründen jedoch noch vor Ende der ersten Saison den Spielbetrieb wieder einstellen musste. Eine gleichnamige Liga existierte von 1926 bis 1942.

## Mannschaften
Folgende Teams nahmen am Spielbetrieb der AHA teil:
- Bismarck Bulls 1992–1993
- Fargo-Moorhead Express 1992–1993
- Green Bay Ice 1992–1993
- Minnesota Iron Rangers 1992–1993
- St. Paul Fighting Saints 1992–1993

## Saison 1992/93
Die Saison 1992/93 war die einzige Spielzeit der American Hockey Association. Die fünf Teams absolvierten in der regulären Saison zwischen 27 und 35 Begegnungen, ehe der Spielbetrieb aufgrund finanzieller Probleme eingestellt werden musste. Der Meistertitel wurde nicht vergeben.

### Abschlusstabelle
Abkürzungen: GP = Spiele, W = Siege, L = Niederlagen, T = Unentschieden, OTL = Niederlage nach Overtime, GF = Erzielte Tore, GA = Gegentore, Pts = Punkte
|                          | GP | W  | L  | OTL | GF  | GA  | Pts |
| ------------------------ | -- | -- | -- | --- | --- | --- | --- |
| St. Paul Fighting Saints | 30 | 21 | 5  | 4   | 181 | 111 | 46  |
| Fargo-Moorhead Express   | 30 | 23 | 7  | 0   | 169 | 117 | 46  |
| Green Bay Ice            | 30 | 17 | 13 | 0   | 181 | 144 | 34  |
| Minnesota Iron Rangers   | 27 | 8  | 18 | 1   | 101 | 144 | 17  |
| Bismarck Bulls           | 35 | 7  | 27 | 1   | 149 | 265 | 15  |